# Мегалокорнеа
Мегалокорнеа (лат. megalocornea, MGCN, MGCN1; от др.-греч. μεγάλη — «огромная» и лат. cornea — «роговица») — исключительно редкое непрогрессирующее врожденное увеличение роговицы, диаметр которой достигает и превышает 13 мм. Отмечается у некоторых пациентов с синдромом Марфана. Предполагается наличие двух подтипов мегалокорнеа: один наследуется по аутосомному пути, другой связан с Х-хромосомой (область Xq21.3-q22). Последний подтип встречается чаще. Около 90 % случаев мегалокорнеа отмечается у лиц мужского пола.